# Кассома, Албертина
Албертина да Круш Кассома (порт. Albertina da Cruz Kassoma; род. 12 июня 1996, Прая) — ангольская гандболистка, линейная ангольского «Примейру ди Агошту». Участница летних Олимпийских игр 2016 и 2020 годов, трёхкратная чемпионка Африки 2016, 2018 и 2021 годов, чемпионка Африканских игр 2019 года.

## Биография
Албертина Кассома родилась 12 июня 1996 года в кабо-вердианском городе Прая.
Играет в гандбол на позиции линейной. До 2020 года выступала за ангольский «Примейру ди Агошту» из Луанды. Сезон-2020/21 провела в румынском «Рапиде» из Бухареста, после чего вернулась в прежний клуб.
В составе женской сборной Анголы трижды становилась чемпионкой Африки — в 2016 году в Луанде, в 2018 году в Браззавиле и в 2021 году в Яунде. На турнире 2018 года была признана лучшим игроком.
Трижды участвовала в чемпионатах мира: в 2013 году в Сербии (16-е место), в 2017 году в Германии (19-е место) и в 2019 году в Японии (15-е место).
В 2016 году вошла в состав женской сборной Анголы по гандболу на летних Олимпийских играх в Рио-де-Жанейро, занявшей 8-е место. Играла на позиции линейной, провела 6 матчей, забросила 12 мячей (5 в ворота сборной Черногории, 3 — Бразилии, 2 — Румынии, по 1 — Норвегии и России).
В 2019 году завоевала золотую медаль гандбольного турнира Африканских игр в Рабате. В том же году выиграла в Румынии международный турнир «Карпатский трофей» и была признана лучшим игроком обороны.
В 2021 году вошла в состав женской сборной Анголы по гандболу на летних Олимпийских играх в Токио, занявшей 10-е место. Играла на позиции линейной, провела 5 матчей, забросила 24 мяч (7 в ворота сборной Южной Кореи, 6 — Норвегии, по 5 — Нидерландам и Японии, 1 — Черногории).
По состоянию на 2021 год сыграла за сборную Анголы 88 матчей, забросила 243 мяча.